# Augusta Tonning
Hilda Augusta Tonning, född Grönvall 14 augusti 1857 i Lund, död 11 augusti 1932 i Ronneby, var en svensk folkskollärare, skulptör, rösträttsaktivist och feminist. Hon drev en kort tid flickskola i Falun och bodde senare i Ronneby, där hon byggde ett hus för utarbetade suffragetter.
Tonning verkade i tjugo år som rösträttskvinna i olika delar av Sverige och var ordförande i Föreningen för kvinnans politiska rösträtt i Ronneby. Hon hörde vid sidan av Ann Margret Holmgren och Kata Dalström till kvinnoröströrelsens mest anlitade resetalare. År 1914 uppmärksammades hon för sitt arbete som föredragshållare och upplysare; hon hade då året före slagit rekord efter att ha hållit 105 föredrag, bildat sex föreningar och agiterat på 195 platser. 
Hon ägde gården Villa Solvik i Blekinge skärgård, där hon bedrev jord- och skogsbruk samt vid Härstorp handelsträdgård. I mån av fritid ägnade hon sig gärna åt ridning; hon hade en häst som hon gav namnet Rösträttskampen. Som skulptör arbetade hon huvudsakligen med trä. 

## Biografi

### Tidiga år
Augusta Tonning föddes 1857 i Lund, som Hilda Augusta Grönvall. Fadern, Johan Henrik Grönvall, var läroverksadjunkt. Modern hette Julia (Julie) Lovisa, född Adrian. Fem år efter Augusta Tonnings födelse blev fadern kyrkoherde i Västra Tommarp utanför Trelleborg, dit familjen flyttade. Hon hade tre syskon; bröderna Johan och Edvard samt systern Elin.
Augusta Tonning växte upp i ett lyckligt hem. Uppfostran var konventionell, kvinnorollen förutbestämd. Döttrarna skulle gifta sig och få barn. Men Augusta Tonning var djärv och självständig. En del noteringar tyder på att hon hade konstnärsdrömmar under ungdomsåren. Hon snidade i trä, och en träskulptur finns kvar i hennes hus Solvik utanför Ronneby. Den äldre systern Elin försökte få Augusta Tonning att bli mer ”böjlig och vek” för att bättre uppfylla den tidens kvinnoideal. I sin dagbok på Villa Solvik skrev Augusta Tonning: ”Då kom Pär Tonning, lekkamraten och ungdomsvännen, idealet och med honom det friska sunda fria livet, där man lät förstånd och personlig vilja råda gentemot gamla fördomars maktlöshet. Det var ett härligt liv.” Det skulle bli en kärlek som varade livet ut.

### Flickskoleverksamhet i Dalarna
Kyrkoherde Grönvall gifte bort båda sina döttrar i ett dubbelbröllop i Västra Tommarps kyrka i juli 1879. Elin gifte sig med stadskomminister Anders Bendz och Augusta Tonning med filosofie kandidat Pär Tonning. Pär kom från en ansedd skånsk bondsläkt i Tommarp. Han hade 1877 fått tjänsten som föreståndare på den nyöppnade folkhögskolan Fornby vid Stora Tuna i Dalarna. Tidigare hade han arbetat som lärare på folkhögskolan Hvilan i skånska Åkarp. I Pär hade Augusta Tonning mött en sällsynt själsfrände. Han var frisinnad, radikal och socialt medveten. Han var sex år äldre. Hon kom att se upp till honom och dela hans ideal om att man och kvinna skulle arbeta sida vid sida för att göra samhället bättre.
Paret bosatte sig på Fornby folkhögskola. Redan tidigt var båda intresserade av att också flickor skulle få tillträde till undervisningen. Våren 1882 fick Pär Tonning tillstånd att under sommaren använda skolans lokaler för konfirmerade flickor. Augusta Tonning undervisade flickorna i räkning, bokföring och slöjd. Några anslag till verksamheten blev det dock inte.
År 1885 gav Pär Tonning upp. Han förstod att hans idéer inte passade de styrande. Redan 1883 hade han köpt egendomen Hästberg utanför Falun, ursprungligen med tanke att flytta den kvinnliga undervisningen dit. Istället öppnade paret nu en privat flickskola, Hästbergs qvinliga folkhögskola. Augusta Tonning undervisade i handarbete, däribland klädsömnad, konstvävnad och träsnideri, samt räkning och bokföring. Undervisningen i träsnideri hade med hennes eget intresse att göra. Vid Hästberg drev paret Tonning samtidigt ett litet jordbruk med hjälp av en rättare. Meningen var att flickorna skulle undervisas i olika göromål i ladugården. Hästberg skulle göra dem till fullärda husmödrar och goda lantbrukarhustrur.
Men Pär Tonning visade tecken på sjukdom. Han blev liggande i sängen ur stånd att arbeta och vårdades långa perioder på hospitalet i Lund. I tio år var han sjuk. Alltmer föll på Augusta Tonning. Hon fick till sist ta över hela ansvaret. Flickskolan lades ner redan 1887. Augusta Tonning skötte själv de av tradition manliga sysslorna. Hon förhandlade med skogsägarna, körde timmerlass genom staden och plöjde åkrarna. Det sågs inte med blida ögon av borgerskapet i Falun.

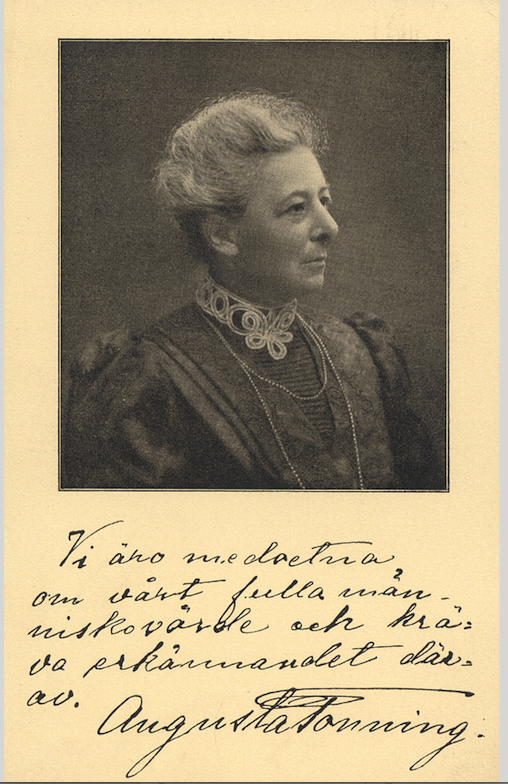
Rösträttsvykort: "Vi äro medvetna om vårt fulla människovärde och kräva erkännande där av. Augusta Tonning". Baksidestext: Utgivet av Uppsalaföreningen för kvinnans politiska rösträtt.

Den 7 juni 1895 dog Pär Tonning. Hans åsikter om kvinnan som jämställd mannen levde kvar hos Augusta Tonning till hennes död. I sina många tal under åren som rösträttskvinna citerade hon honom flitigt. Augusta var 38 år när hennes make dog. Paret hade inga barn.

### Rösträttsaktivism från Blekinge
Tre år senare, 1898, sålde Augusta Tonning allt för att flytta till Blekinge där hennes bror, Johan Grönvall, var regementsläkare. Han bodde med fru och deras tre döttrar – Karin, Ella och Lisa – på Härstorps gård utanför Ronneby. När Augusta Tonning kom till Härstorp var flickorna femton, tolv och sju år gamla. Brorsdöttrarna skulle komma att betyda mycket för henne. I ladugården på Härstorp kunde hon hålla häst och fyra kor. Hon anlade en handelsträdgård och började odla i stor skala. Med häst och vagn körde hon grönsakerna till Ronneby torg och sålde.
På sommaren 1902 deltog Augusta Tonning i Nordiska kvinnosaksmötet i Kristiania (nuvarande Oslo). Hennes intresse för kvinnans sak tog ny fart. Att kvinnan skulle bli en fullgod, myndig medborgare likvärdig mannen, med samma rättigheter och samma skyldigheter, blev en ny livsuppgift. Första målet var allmän och lika rösträtt. Åren 1902 och 1903 bildades först Föreningen för kvinnans politiska rösträtt (FKPR), och sedan den landsomfattande Landsföreningen för kvinnans politiska rösträtt (LKPR). Augusta Tonning tog sig an rösträttsarbetet med stor energi. Redan 1903 hade hon grundat en rösträttsförening i Ronneby. Hon red runt på sin häst, passande nog döpt till Rösträttskampen, till byarna i Blekinge och bildade föreningar, ibland med bara ett tiotal deltagare. Om ingen ville bli ordförande tog hon själv på sig uppdraget. Totalt lyckade hon få igång 35 nya rösträttsföreningar i södra Sverige, varav åtta i Blekinge.

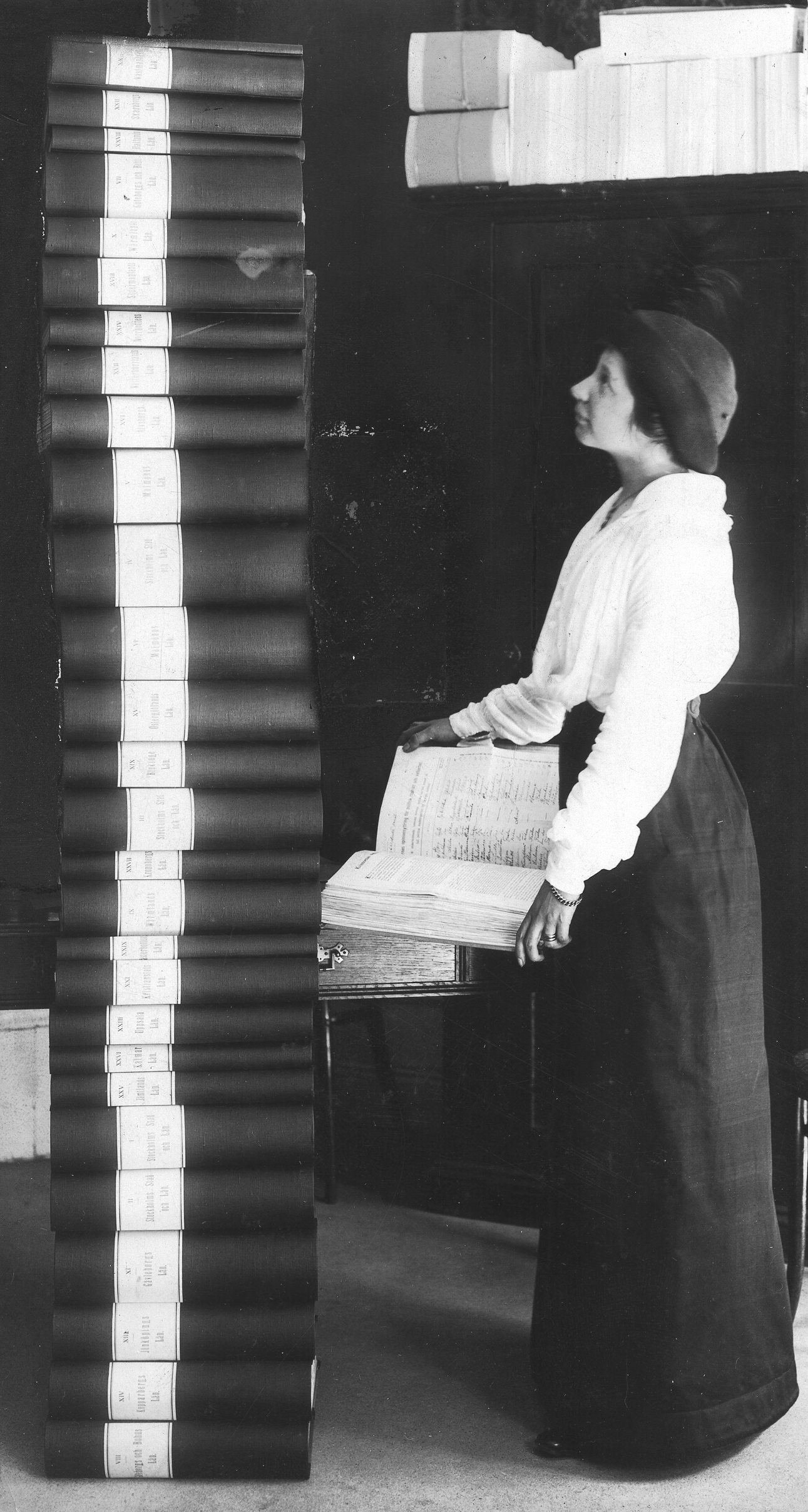
Elin Wägner med resultatet av 1912–1914 års namninsamling för kvinnlig rösträtt.

År 1911 lämnade hon Härstorps gård och flyttade in i centrala Ronneby. Hon ägnade nu all sin tid åt rösträttsfrågan. Rösträttskvinnorna reste över hela Sverige och talade, de firade födelsedagar tillsammans, ordnade basarer och musiksoaréer för att dra in pengar. De arrangerade möten och diskuterade strategi. Brevväxlingen kvinnorna emellan var omfattande, och många blev vänner för livet. Rösträttsarbetet blev en sorts livsstil. År 1912 startade de en namninsamling för kvinnlig rösträtt i samarbete med liberalen och statsministern Karl Staaff. Augusta Tonning slog 1913 rekord med besök på 195 platser och 105 hållna föredrag.
Resultatet av namninsamlingen blev trettio band med 351 454 namnunderskrifter. Men när namnen överlämnades 1914 hade ett annat orosmoln dykt upp: försvarsfrågan och första världskriget (se Bondetåget). Kvinnornas fokus flyttades över på fredsarbetet. Bland annat arrangerades en Fredssöndag den 27 juni 1915. Nästan 90 000 kvinnor samlades runt om i Sverige och talade för freden och protesterade mot kriget. På varenda samlingsplats hölls föredrag. Augusta Tonnings fredsföredrag lästes upp på alla möten i Blekinge.
Under krigsåren var Augusta Tonning också upptagen med att bygga ett hus i det lilla fiskeläget Bökevik väster om Ronneby. Redan 1913 hade hon köpt en tomt på en halvö, dit inga ordentliga vägar gick. Den 17 juni 1915 invigdes Villa Solvik, som kom att bli Augusta Tonnings plats på jorden. Men inte endast hennes: hon utsåg Solvik till vilohem för alla rösträttskvinnor. Varje gång det var kvinnomöte i Ronneby bjöd hon deltagarna till villan. Besökarna for med båt genom Ronnebyån ut i skärgården, en tur på nära två timmar.
Augusta Tonning arbetade inte utan motstånd i Ronneby. Stadens borgmästare Ernst Flensburg gjorde vad han kunde för att stoppa henne. Hennes egen bror, regementsläkare Grönvall, var livrädd för att hennes många djärva tilltag skulle väcka skandal. Som faster till Johan Grönvalls tre döttrar var hon dock älskad och uppskattad. Hon var också en gästfri värdinna och trofast vän. Det framgår inte minst av alla tack och dikter i hennes kombinerade gäst- och dagbok som finns bevarad på Villa Solvik.

### Senare år
I september 1921, efter nästan tjugo års arbete, var det äntligen dags för det första riksdagsvalet där kvinnor och män fick rösta på lika villkor. Efter rösträttens genomförande upplöstes föreningarna, men Augusta Tonning fortsatte sitt arbete för kvinnor, bland annat genom att ordna kurser på Solvik. Hon fortsatte också att hålla öppet hus för utarbetade suffragetter. Alkoholfrågan (se Folkomröstningen om rusdrycksförbud i Sverige 1922) var viktig för henne. Hon var i hela sitt liv en stark motståndare till all form av alkoholförtäring.
Augusta Tonning dog i sitt älskade Villa Solvik den 11 augusti 1932. Hennes vita kista fördes till Ronneby för kremering. I kistan låg, i enlighet med hennes instruktion, brudklänningen. Kistan var prydd endast med en krans av murgröna från Solvik. Hennes aska fördes, också på hennes begäran, till Falun och gravsattes på Stora Kopparbergs kyrkogård i avlidne maken, Pär Tonnings, grav.